# 事業主
事業主（じぎょうぬし、じぎょうしゅ）とは、事業を経営する主体のことをいう。大別すると、自然人であるもの（個人事業主）と法人であるものとがあり、法人である場合、その法人そのものが「事業主」である。
法律上は、主に労働関係における使用者側のことを指すことが多い。もっとも、法令により、「使用者」・「事業主」の定義は異なっていて、「使用者 = 事業主」である法令もあれば、使用者と事業主との定義を異ならせている法令もある。

## 労働法での事業主
労働基準法
労働基準法第10条では「この法律で使用者とは、事業主又は事業の経営担当者その他その事業の労働者に関する事項について、事業主のために行為をするすべての者をいう。」としていて、労働者を雇用し、事業を行う事業主はもとより、事業主とともに経営を担当する者（取締役など）や労務担当者・人事担当者・工場長など「その事業の労働者に関する事項について、事業主のために行為をするすべての者」を使用者に含めている。従って、「事業主 ⊆ 使用者」と解される。
労働契約法
労働契約法第2条では「この法律において「使用者」とは、その使用する労働者に対し、賃金を支払う者をいう。」として、基本的に「事業主 = 使用者」と解している。
雇用保険法
雇用保険法においては、業務取扱要領にて同法における「事業主」とは、「当該事業についての法律上の権利義務の主体となるものをいい、従って、雇用関係については、雇用契約の一方の当事者となるものである。」としている。
- 事業主は、自然人であると、法人であると又は法人格がない社団若しくは財団であるとを問わない。法人又は法人格がない社団若しくは財団の場合は、その法人又は社団若しくは財団そのものが事業主であり、その代表者が事業主となるのではない。また、事業主が数事業を行っている場合、各事業の責任者は事業主ではなく、委任を受けて事業主の代理人となり得るにとどまる、
- 雇用保険に係る保険関係及び労災保険に係る保険関係の成立している事業のうち建設の事業については、徴収法第8条の規定による請負事業の一括が行われた場合であっても、被保険者に関する届出の事務等、法の規定に基づく事務については、元・請負人、下請負人がそれぞれ別個の事業主として処理しなければならない（雇用保険法第7条）。